# 31 км (зупинний пункт, Придніпровська залізниця, Дніпропетровська область)
31 км — пасажирський зупинний пункт Запорізької дирекції Придніпровської залізниці на неелектрифікованій лінії Чаплине — Пологи між станціями Мечетна (9 км) та Гайчур (12 км). Розташований неподалік села Вільне Синельниківського району Дніпропетровської області.

## Пасажирське сполучення
До 18 березня 2020 року на Платформі 31 км зупинялися приміські поїзди сполученням Чаплине — Пологи. Наразі рух поїздів припинено на невизначений термін.